# Hans J. Nissen
Hans Jörg Nissen (* 22. Juni 1935 in Heidelberg) ist ein deutscher Vorderasiatischer Archäologe.

## Leben
Hans J. Nissen studierte Rechtswissenschaften, Altorientalistik und Vorderasiatische Archäologie. 1964 erfolgte die Promotion in Heidelberg. 1965 bis 1967 war Nissen Referent an der Außenstelle des Deutschen Archäologischen Instituts (DAI) in Bagdad. Von 1968 bis 1971 war er Assistenzprofessor für Vorderasiatische Archäologie am Oriental Institute der University of Chicago. Von 1971 bis 2000 war er schließlich Ordinarius auf dem Lehrstuhl für Vorderasiatische Alterskunde der Freien Universität Berlin. Zu seinen Doktoranden zählen die Archäologen Stefan R. Hauser, Friedhelm Pedde, Margarete van Ess und Nicola Crüsemann.
Er ist ordentliches Mitglied des Deutschen Archäologischen Instituts, der Archäologischen Gesellschaft zu Berlin und der Deutschen Orient-Gesellschaft.
Hans J. Nissen war an vielen Ausgrabungen im Irak, Iran, Jordanien und Pakistan beteiligt. Besonders ragen hier die Ausgrabungen in Uruk (Irak) in den Jahren 1964 bis 1967 und im jordanischen Basta in den Jahren 1986 bis 1992 heraus. Neben seiner Tätigkeit in Forschung und Lehre engagierte Nissen sich auch in der universitären Selbstverwaltung der Freien Universität. Er war über mehrere Amtsperioden Dekan seines Fachbereiches und von 1976 bis 1981 Vizepräsident der Universität.
Nissen ist seit 1962 mit der Archäologin und Fotografin Margret Nissen, der Tochter von Albert Speer, verheiratet.

## Schriften (Auswahl)
- Zur Datierung des Königsfriedhofes von Ur. Unter besonderer Berücksichtigung der Stratigraphie der Privatgräber. Habelt, Bonn 1966 (Dissertation).
- mit Johannes Renger (Hrsg.): Mesopotamien und seine Nachbarn. Politische und kulturelle Wechselbeziehungen im alten Vorderasien vom 4.-1. Jahrtausend v. Chr. / XXV. Rencontre Assyriologique Internationale, Berlin, 3.-7. Juli 1978. Reimer, Berlin 1979, ISBN 3-496-00710-9.
- Grundzüge einer Geschichte der Frühzeit des Vorderen Orients. Wissenschaftliche Buchgesellschaft, Darmstadt 1983, ISBN 3-534-08643-0; 3., gegenüber der 2. unveränderten Auflage ebenda 1995, ISBN 3-534-08643-0.
- Geschichte Alt-Vorderasiens (= Oldenbourg Grundriss der Geschichte Band 25). 2., vollständig überarbeitete und erweiterte Auflage. Oldenbourg, München 2011, ISBN 978-3-486-59223-8.
- mit Robert K. Englund: Archaische Verwaltungstexte aus Uruk. Die Heidelberger Sammlung (= Archaische Texte aus Uruk, Band 7 / Ausgrabungen der Deutschen Forschungsgemeinschaft in Uruk-Warka Band 17). Gebr. Mann, Berlin 2001, ISBN 3-7861-2402-7.
- mit Peter Heine: Von Mesopotamien zum Irak. Kleine Geschichte eines alten Landes. Wagenbach, Berlin 2003, ISBN 3-8031-2483-2.